# Helinä Viitanen
Helinä Viitanen (20 de septiembre de 1923 – 29 de noviembre de 2013) fue una actriz teatral y televisiva finlandesa.

## Biografía
Nació en Víborg, ciudad en la actualidad parte de Rusia, de la cual hubo de huir como consecuencia de la Guerra de continuación. 
Finalizada la guerra se formó en la academia teatral, actual Academia de Teatro de la Universidad de las Artes de Helsinki, donde conoció a su futuro esposo, el actor Ahti Haljala, con el cual se casó antes de finalizar sus estudios. 
En los años 1960 Viitanen trabajó en la radio, pero fue sobre todo conocida por su trabajo en diferentes series televisivas, fundamentalmente por Metsolat, en la cual encarnaba a Annikki Metsola junto a Ahti Haljala. Otra serie de fama para ella fue Rintamäkeläiset, en la cual actuaba igualmente su marido.
Helinä Viitanen falleció en Tampere, Finlandia, en el año 2013.